# Kuru kyrkoby
Kuru kyrkoby (finska: Kurun kirkonkylä) är en tätort (finska: taajama) i Ylöjärvi stad (kommun) i landskapet Birkaland i Finland. Fram till 2008 var Kuru kyrkoby centralorten för tidigare Kuru kommun. Vid tätortsavgränsningen den 31 december 2021 hade Kuru kyrkoby 916 invånare och omfattade en landareal av 3,85 kvadratkilometer.